# Милонго, Андре
Андре Нтсатубанту Милонго (фр. André Ntsatoubantou Milongo; 20 октября 1935, Манконди — 23 июля 2007, Париж) — государственный и политический деятель Республики Конго, премьер-министр в 1991—1992 годах.

## Биография
Андре Милонго родился на юго-востоке Французского Конго, на территории нынешнего департамента Пул. После получения Конго независимости работал в финансовом управлении страны. Позднее становится советником по финансовым и экономическим вопросам при премьер-министрах Лопесе и Гома. В 1986—1990 годах занимал должность исполнительного директора второго африканского отделения Всемирного банка.
В последний период многолетнего правления (с 1979 года) президента Республики Конго Дени Сассу-Нгессо, 8 июня 1991 года Милонго назначается премьер-министром переходного правительства страны. Во время президентских выборов 8 августа 1992 года был кандидатом от руководимой им партии «Союз за демократию и республику» (Union pour la démocratie et la république, UDR) и занял 4-е место, набрав 10,18 % голосов, после чего ушёл в отставку 2 сентября 1992 года. Победителем на выборах оказался также бывший премьер-министр НРК Паскаль Лиссуба.
В 1994—1997 годах Андре Милонго продолжает активную политическую деятельность, занимая пост председателя парламента Республики Конго. В 1997 году Паскаль Лиссуба, после продолжавшейся несколько месяцев гражданской войны, был свергнут вернувшимся из эмиграции Дени Сассу-Нгессо. Милонго выставлял заявку на участие в президентских выборах 2002 года, однако перед самим голосованием отозвал свою кандидатуру в связи с подозрением на готовящиеся властями махинации в избирательном процессе. На выборах, как и ожидалось, победил действующий президент Сассу-Нгессо, набравший 89,41 % голосов и выступавший против 6 других, малоизвестных в стране кандидатов. В то же время Милонго оставался президентом партии UDR, депутатом парламента и одним из ведущих деятелей оппозиции.
Андре Милонго был женат и имел семерых детей. Скончался в одном из парижских госпиталей на 72-м году жизни.